# Khashaba Dadasaheb Jadhav
Khashaba Dadasaheb Jadhav (Maharashtra, India, 15 de enero de 1926-14 de agosto de 1984) fue un deportista indio especialista en lucha libre olímpica donde llegó a ser medallista de bronce olímpico en Helsinki 1952.

## Carrera deportiva
En los Juegos Olímpicos de 1952 celebrados en Helsinki ganó la medalla de bronce en lucha libre olímpica estilo peso gallo, tras el japonés Shohachi Ishii (oro) y el soviético Rashid Mammadbeyov (plata).